# Hamburg Ladies & Gents Cup 2023
L'Hamburg Ladies & Gents Cup 2023 è stato un torneo maschile e femminile di tennis professionistico. Il torneo maschile faceva parte della categoria Challenger 50 nell'ambito dell'ATP Challenger Tour 2023 mentre il torneo femminile faceva parte dell'ITF Women's World Tennis Tour nella categoria W60. Entrambi si sono giocati al DTB-Stützpunkt di Amburgo, in Germania dal 16 al 22 ottobre 2023.

## Torneo maschile

### Teste di serie
| Nazionalità | Giocatore                | Ranking* | Testa di serie |
| ----------- | ------------------------ | -------- | -------------- |
| Austria     | Dennis Novak             | 196      | 1              |
| Australia   | Adam Walton              | 199      | 2              |
| Ungheria    | Máté Valkusz             | 214      | 3              |
| Germania    | Rudolf Molleker          | 219      | 4              |
| Portogallo  | Frederico Ferreira Silva | 226      | 5              |
| Turchia     | Cem İlkel                | 229      | 6              |
| Austria     | Maximilian Neuchrist     | 238      | 7              |
| Ucraina     | Oleksii Krutykh          | 242      | 8              |

* Ranking al 2 ottobre 2023.

### Altri partecipanti
I seguenti giocatori hanno ricevuto una wild card per il tabellone principale:
- Rudolf Molleker
- Marvin Möller
- Marko Topo

I seguenti giocatori sono entrati in tabellone come alternate:
- Kalin Ivanovski
- Ergi Kırkın

I seguenti giocatori sono passati dalle qualificazioni:
- Javier Barranco Cosano
- Mukund Sasikumar
- Akira Santillan
- Tristan Lamasine
- Daniel Masur
- Lucas Gerch

## Torneo femminile

### Teste di serie
| Nazionalità | Giocatrice          | Ranking* | Testa di serie |
| ----------- | ------------------- | -------- | -------------- |
| Turchia     | Berfu Cengiz        | 237      | 1              |
| Germania    | Ella Seidel         | 257      | 2              |
| Belgio      | Sofia Costoulas     | 281      | 3              |
| Croazia     | Lea Bošković        | 290      | 4              |
| Germania    | Mona Barthel        | 297      | 5              |
|             | Julia Avdeeva       | 350      | 6              |
| Germania    | Julia Middendorf    | 355      | 7              |
| Belgio      | Alison Van Uytvanck | 364      | 8              |

* Ranking al 9 ottobre 2023.

### Altre partecipanti
Le seguenti giocatrici hanno ricevuto una wildcard per il tabellone principale:
- Tessa Brockmann
- Ana Gabric
- Julia Stusek
- Eliessa Vanlangendonck

Le seguenti giocatrici sono passate dalle qualificazioni:
- Yana Morderger
- Alevtina Ibragimova
- Tayisiya Morderger
- Johanna Silva
- Anna Klasen
- Amelia Waligora
- Aleksandra Krunić
- Vlada Ekshibarova

## Campioni

### Singolare maschile
Illja Marčenko ha sconfitto in finale  Dennis Novak con il punteggio di 6–2, 6–3.

### Doppio maschile
Dennis Novak /  Akira Santillan hanno sconfitto in finale  Alexandru Jecan /  Mick Veldheer con il punteggio di 6–4, 3–6, [10–3].

### Singolare femminile
Julia Avdeeva ha sconfitto in finale  Ella Seidel con il punteggio di 6–4, 7–6(2).

### Doppio femminile
Tayisiya Morderger /  Yana Morderger hanno sconfitto in finale  Julia Avdeeva /  Ekaterina Maklakova con il punteggio di 6–1, 6–4.